# قابلية الامتداد
الامتدادية أو الممدودية أو قابلية الامتداد في هندسة البرمجيات مصطلح يصف أحد مبادئ تصميم الأنظمة حيث يؤخذ بعين الاعتبار الامتداد المستقبلي للنظام. وهو عبارة عن مقياس لإمكانية امتداد النظام و مستوى الجهد المطلوب لإتمام هذا المد. يمكن أن يكون الامتداد من خلال إضافة وظائف جديدة للنظام أو من خلال تعديل الوظائف الموجودة أصلا. بشكل عام، المقصود هو إحداث أحد أنواع التغيير - منطقيا للأفضل - و في نفس الوقت، التقليل من أي أثر على وظائف النظام الأخرى.
مع أنه هنالك بعض التشابه ما بين مصطلحا الامتدادية و التوافقية المستقبلية، إلا أن لكل واحد منهما معنىً مختلف عن الآخر. فإذا وصفنا برنامجا ما بأنه متوافق مستقبليا فهذا يعني أن هذا البرنامج يمكن أن يقبل بيانات من نسخة مستقبلية منه و اختيار الجزء المعروف له من هذه البيانات. من الأمثلة على ذلك هو برنامج لمعالجة النصوص مصمّم لمعالجة نصوص الكلمات فحسب، حيث يستطيع قراءة ملفات منشَأة على إصدار أحدث عبر إهمال الصور. أما بالنسبة لنظام قابل للامتداد، فهو نظام تمكن ترقيته بشكل يمكنه من معالجة كل البيانات بصيغتها الجديدة. من الأمثلة على ذلك هو نفس معالج البيانات في المثال السابق إذا كان ممكنا ترقيته ليصبح قادرا على معالجة الصور. أو، كمثال آخر، متصفح ويب يحتاج إضافة لوظيفة ما كي يصبح قادرا على عرض مستندات معينة أو ملفات بتنسيق معين.
في معمارية الأنظمة، الامتدادية تعني أن النظام يُصمّم بآليات لتمديده\تحسينه بأمور متوقعة دون إجراء تعديلات جوهرية في بنية النظام التحتية.